# Tristan Vukčević

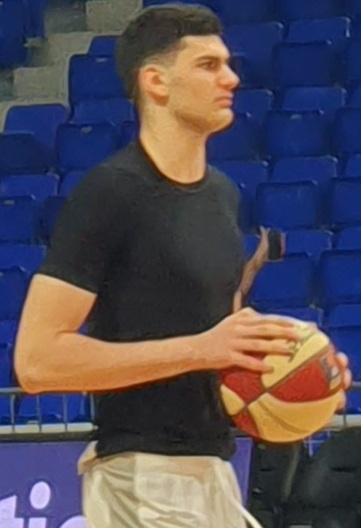
Tristan Vukčević, 2023.

Tristan Vukčević, serbiska: Тристан Цаликис Вукчевић; grekiska: Τριστάν Τσαλίκης-Βούκτσεβιτς, född 11 mars 2003 i Siena i Italien, är en serbisk-grekisk-svensk professionell basketspelare (PF/C) som spelar för Washington Wizards i National Basketball Association (NBA).
Han har tidigare spelat för KK Partizan och Real Madrid Baloncesto.
Vukčević draftades av Washington Wizards i andra rundan i 2023 års draft som 42:a spelare totalt.